# 選舉人團
選舉人團是指一组选举人，他们負責选举候选人担任特定职务，為間接選舉的一種形式。这些选举人往往代表不同的组织、政党或实体進行投票。選舉人團以美國總統選舉中選舉人負責投票選舉美國總統的美國選舉人團最具代表性。

## 現在的選舉人團

### 聖座
教宗身為天主教會最高領袖，並非由天主教徒直接選舉，而是依照天主教會的聖統制，由世界各地的樞機們組成的「樞機團」，聚集在羅馬梵蒂岡城召開秘密會議選出。

### 美国
美國總統是選舉人團間接選舉產生的，選舉人團代表50個州和聯邦華盛頓哥倫比亞特區。
在美國，目前需要270張選舉人票才能贏得總統選舉。現時共有538張選舉人票，數量是根據國會兩院總人數，以及加上3張首都華盛頓特區的選舉人票。

### 德国
德國聯邦大會由國會兩院和聯邦州議會代表組成選舉人團，負責選出德國聯邦總統。

### 緬甸
緬甸總統的選舉人團由緬甸國會兩院664名議員組成。

### 中国大陆
省长、副省长，自治区主席、副主席，市长、副市长，州长、副州长，县长、副县长，区长、副区长、本级人民法院院长和人民检察院检察长由对应的地方各级人民代表大会选举产生。
国家主席、国家副主席、国家军委主席等國家領導人由全國人民代表大會選舉產生。

### 香港
香港特別行政區行政長官由選舉委員會間接選舉選出，選舉委員會由1,500名成員經有功能界別投票權的選民選出。

### 澳門
澳門特別行政區行政長官由選舉委員會選出，選舉委員會由400名成員間接選舉選出。

## 過往的選舉人團

### 阿根廷
阿根廷總統在1995年前由選舉人團根據普選結果間接選出，1995年起改由兩輪投票制直接民選，總統候選人需獲至少40%普選票及與得票第二位的差距至少10%才能成功當選。

### 巴西
巴西總統在1985年前由選舉人團間接選出，1989年起改由兩輪投票制直接民選。

### 法國
法國總統在1875－1954年由國民議會和參議院間接選出，當時法國為議會制國家，總統為虛位元首。1958年總統轉為擁有實權的國家元首後，改由選舉人團選出，由夏爾·戴高樂當選。1962年全民公決後改為兩輪投票制普選。

### 中華民國
中華民國總統、中華民國副總統在1948－1990年由國民大會間接選出，1996年改為多數制直接民選。

### 大韓民國
韓國總統在1972－1981年由統一主體國民會議間接選出，1987年改為多數制直接民選。

## 外部連結
- "A Handbook of Electoral System Design （页面存档备份，存于）" from International IDEA （页面存档备份，存于）
- A New Nation Votes: American Election Returns 1787–1825